# Шумськ (Польща)
Шумськ (пол. Szumsk) — село в Польщі, у гміні Дзежґово Млавського повіту Мазовецького воєводства.
Населення — 346 осіб (2011).
У 1975-1998 роках село належало до Цехановського воєводства.

## Демографія
Демографічна структура станом на 31 березня 2011 року:
|          | Загалом | Допрацездатний вік | Працездатний вік | Постпрацездатний вік |
| -------- | ------- | ------------------ | ---------------- | -------------------- |
| Чоловіки | 172     | 41                 | 110              | 21                   |
| Жінки    | 174     | 38                 | 89               | 47                   |
| Разом    | 346     | 79                 | 199              | 68                   |